# Les Bàrbares
Es coneixen popularment com les Bàrbares les dones que es diu que formaven part de la Companyia Santa Bàrbara i que varen participar activament com a primera línia de combatents en la defensa activa de Girona el 19 de setembre del 1809. Dia conegut per alguna historiografia i, també, per la tradició popular com “el gran dia de Girona”.
Si bé hi ha historiadores i historiadors que qüestionen la participació de la Companyia Santa Bàrbara en el setge de Girona, aquesta ha estat recollida per diferents expressions artístiques (gravats i pintures) com un acte de gran importància simbòlica. Obres com les de Ramon Martí Alsina, “El gran dia de Girona” i la de “La Companyia de Santa Bàrbara”, recullen en primera o segona línia de combat la presència de dones d'aquesta Companyia. Aquestes obres donen compte d'una empresa excepcional: la defensa de la ciutat assetjada.
Darrerament s'ha dit que la defensa aferrissada i excepcional de Girona, davant de les molt superiors i ben equipades tropes franceses, es manifesta “mitjançant la presència de les dones a primera línia de combat”. Sí, l'excepcionalitat es manifesta perquè la presència de dones al capdavant d'un exèrcit ha estat, probablement, i és una paradoxa, una paradoxa de la vida en quant les dones “creen i recreen la vida i la convivència humana”. Però, com pensava Simone Weil al “Projecte d'una formació d'infermeres en primera línia”, aquestes dones són capaces de fer front a les situacions més perilloses i d'auxiliar els ferits i moribunds. Elles assistirien, en el mateix sentit del pensament de la gran filòsofa contemporània, els “desgraciats” que primer seran ferits o morts.
Aquestes dones gironines manifestaven la importància que per a elles tenia la ciutat i la vida que hi creixia, i com la vida estava en autèntic perill davant el setge dels exèrcits francesos. Per a elles estava en joc el que més valoraven: la vida, la seva, la de les seves filles i dels seus fills i la de tota la població –estava en perill el futur de la ciutat. Elles, tal com ho feia Simone Weil “aplicaven els seus projectes i ideals a la pràctica”. Elles, no només simbòlicament sinó en la realitat, varen ser pintades en una situació límit en la qual corrien el risc d'haver de donar la pròpia vida; elles, que eren les que portaven la vida al món, havien d'assenyalar que quan la vida estava en perill real potser podia tenir sentit posar en risc la pròpia per ajudar, assistir i curar els que més ho necessitaven.
Elles, com les infermeres en primera línia del projecte de Simone Weil, eren una “contraproposta d'humanitat, front a la força bruta del poder destructiu” de l'exèrcit francès; eren les que curarien ràpidament les nafres dels combatents, salvant amb aquesta assistència immediata la vida de molts soldats, i ajudarien a d'altres a ben morir.
“Les bàrbares” gironines serien una resposta que tocava el simbòlic, el sentit, però no com ho feien i encara fan els que exerceixen poder, per mitjà de la força, sinó per mitjà de la compassió, i és per això que el seu gest pot semblar i ser interpretat –com ho va ser el projecte de Simone Weil- com un absurd. Però, lluny de ser un absurd, elles encarnarien i custodiarien el sentit més profund de la humanitat i de l'esperit de l'ésser humà.